# Rudolph Gottfried Ferdinand Borger
Rudolph Gottfried Ferdinand Borger (* 24. Juli 1800 in Hamburg; † 28. November 1864 ebenda) war ein Hamburger Kaufmann und Abgeordneter.

## Leben
Borger war Kaufmann in Hamburg und betrieb Lagerräume für Flaschen, Demijohns und Ähnliches. 
Von 1835 bis 1840 fungierte Borger als Kapitän der 2. Kompanie der Artillerie des Bürgermilitärs. Borger war ab 1844 in unterschiedlichen Ämtern in der kirchlichen Selbstverwaltung des Kirchspiels St. Nikolai tätig.
Von 1859 bis 1863 gehörte er der Hamburgischen Bürgerschaft an.